# Ares I-X
Ares I-X is de naam van de eerste en uiteindelijk enige testvlucht van het Ares I-programma, dat onderdeel was van het geannuleerde Project Constellation. De raket werd gelanceerd op 28 oktober 2009.

## Geschiedenis
Ares I was een lanceersysteem voor bemande ruimtevluchten dat werd ontwikkeld door de NASA. De eerste lanceerpoging werd uitgesteld door slecht weer. De tweede poging werd op T-2,39 minuten opnieuw uitgesteld omdat een vrachtschip het gebied passeerde waar de raket moest landen. Op 27 oktober werd om 16:20 uur Nederlandse tijd besloten dat de lancering met 1 dag opnieuw werd uitgesteld door het slechte weer. De raket werd uiteindelijk met succes gelanceerd op 28 oktober om 15:30 uur UTC.

## Kenmerken
De uiteindelijke eerste trap van de Ares I moest een vastebrandstofmotor van vijf segmenten worden. De eerste trap van Ares I-X was echter een uit vier segmenten bestaande booster die te vergelijken was met die van de Spaceshuttle. Het vijfde segment was een boilerplate. Ook de tweede trap was een boilerplate-versie die qua gewicht en vorm overeenkwam met een nog te bouwen tweede trap. Boven op de Ares I-X was een boilerplate-Orion en een Launch Abort System (LAS) geplaatst. De navigatie en besturing voor Ares I was nog niet gereed dus werd een avionics-systeem van een Atlas V aangepast en gebruikt. De vlucht duurde twee minuten en was bedoeld om de controle en software te testen en om te kijken of de eerste trap goed werkt. Ook werden de dynamica en de parachute getest. Op 20 oktober 2009 werd de Ares I van het Vehicle Assembly Building (VAB) naar het lanceercomplex 39B gerold. Het lanceerplatform werd aangepast voor de Ares I. De volgende testvlucht zou Ares I-Y zijn en stond gepland voor 2013 maar werd in 2010 samen met project Constellation geannuleerd.

## Testvlucht

### 27 oktober 2009 (lanceerpoging 1)
Het oorspronkelijke plan was om de Ares I-X te lanceren op 27 oktober 2009, de 48e verjaardag van de eerste Saturnus I-lancering. Door de weerkundige toestand op dat moment werd de lancering uitgesteld.

### 28 oktober, 2009 (lancering)
Ares I-X werd uiteindelijk gelanceerd op 28 oktober 2009 om 11:30 EDT vanaf Kennedy Space Center LC-39B, en werkte het testplan volledig af. De motor van de raket werd als gepland ontstoken op T-0. Nadat de brandstof van de vier segmenten hoge eerste trap op was werden de twee trappen van elkaar gescheiden. De eerste trap landde uiteindelijk met parachutes 150 mijl van de lanceerinstallatie. De raket bereikte een maximumhoogte van 28 mijl.
Hoewel de testvlucht als succesvol wordt gezien zijn er toch een aantal noemenswaardige problemen opgedoken.

#### Beschadigde lanceerinstallatie
Na de lancering werden op de lanceerinstallatie lekken van distikstoftetraoxide en hydrazine ontdekt en gedicht
Bij de lancering werd een Pad Avoidance Maneuver (ook wel Baumgartner-manoeuvre) uitgevoerd om de lanceertoren niet te raken. De Ares-1X had hierbij meer hitte veroorzaakt dan bij een Spaceshuttle-lancering. Hierdoor werden de twee liften onbruikbaar en was communicatiebedrading gesmolten.
Schade was voorzien en NASA voorzag toekomstige lanceringen van een "clean pad" waarop geen spaceshuttle-lanceertoren meer zou staan.

#### Parachuteproblemen
De drie hoofdparachutes van de booster openden in eerste instantie allemaal. Een parachute scheurde echter onmiddellijk. Een tweede hoofdparachutes ging niet over tot volledige ontplooiing. Hierdoor was maar de helft van de remkracht actief en klapte de booster hard op het water.

#### Booster beschadigd

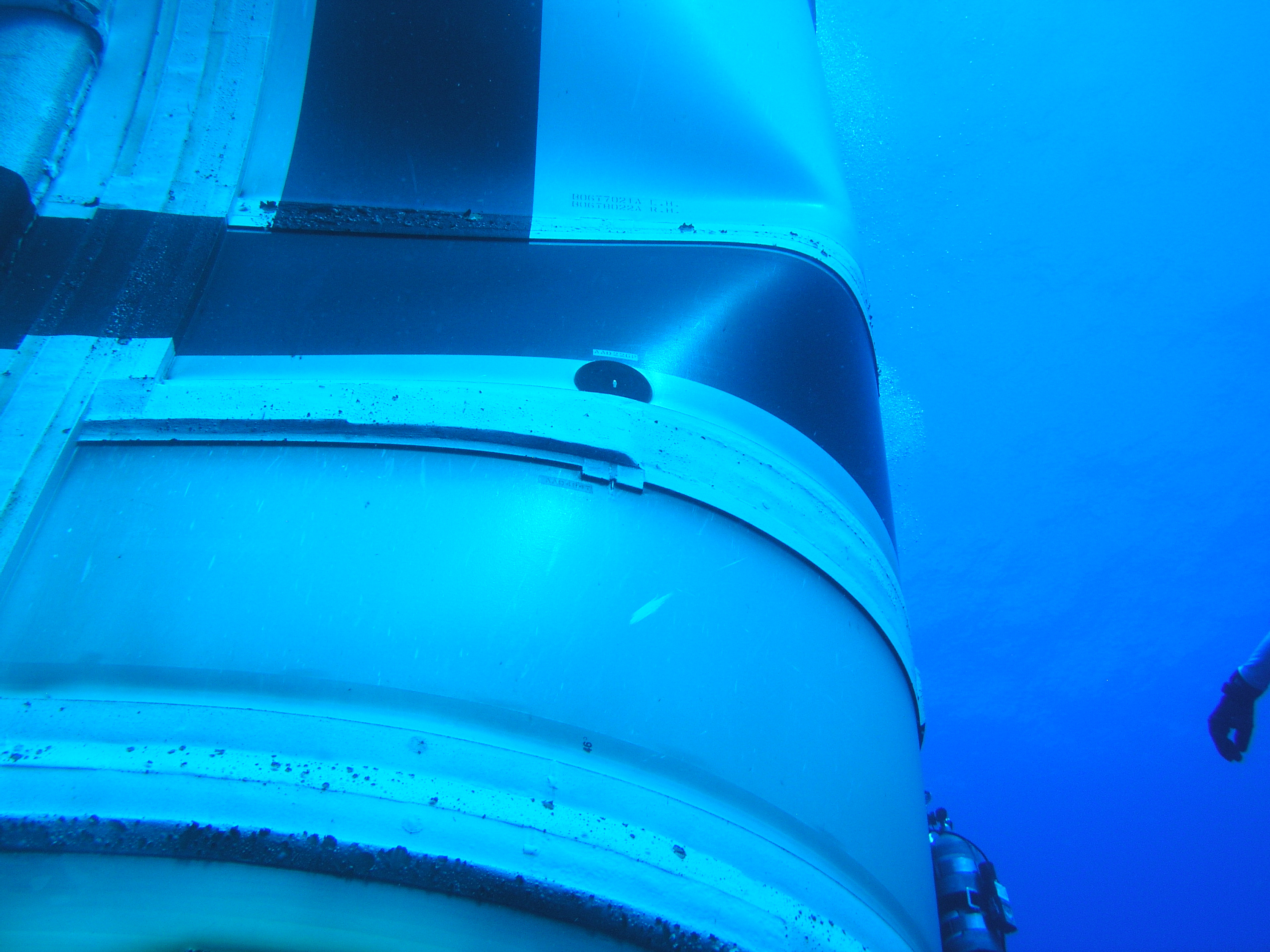
De deuk in de eerste trap gefotografeerd door een duiker van het recovery vessel MV Freedom Star.

Net zoals bij de Spaceshuttle Solid Rocket Boosters werd de eerste trap terug uit zee opgevist. Hierbij werd een grote deuk opgemerkt. Deze was ontstaan doordat de booster als gevolg van de falende parachutes hard en diagonaal op het water was geklapt.

#### Upper stage simulator flat spin
De Upper Stage Simulator (USS), landde verder in de Atlantische Oceaan. De USS begon na het afstoten van de eerste trap te draaien. Eerst werd gedacht dat de USS in botsing was gekomen met de eerste trap, maar dat bleek niet het geval. Dit was een van de mogelijke gedragingen die bij simulaties naar voor was gekomen.

## Afbeeldingen

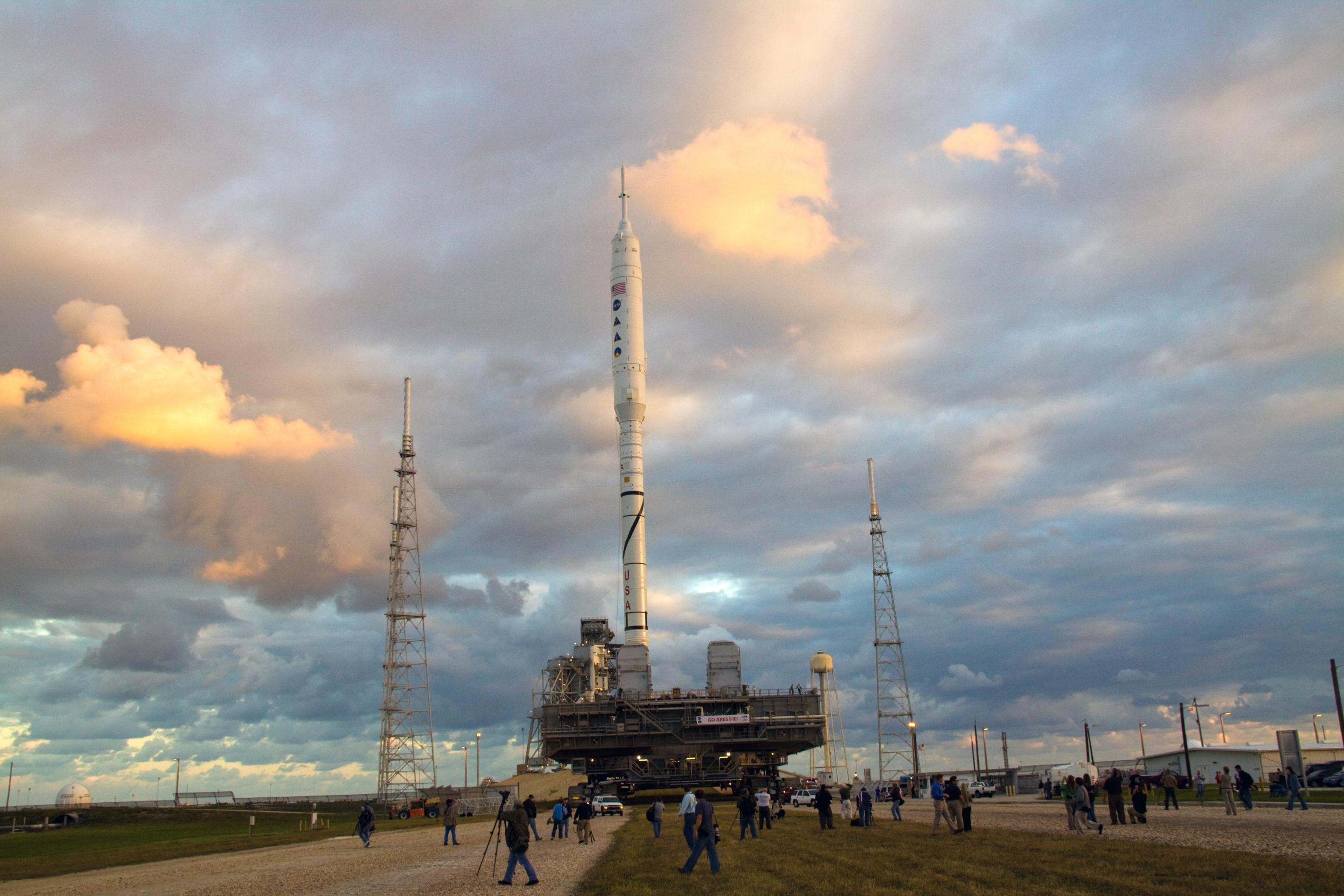
De Ares I-testraket werd naar het lanceerplatform gerold met een snelheid van 0,8 mph (0,36 m/s).
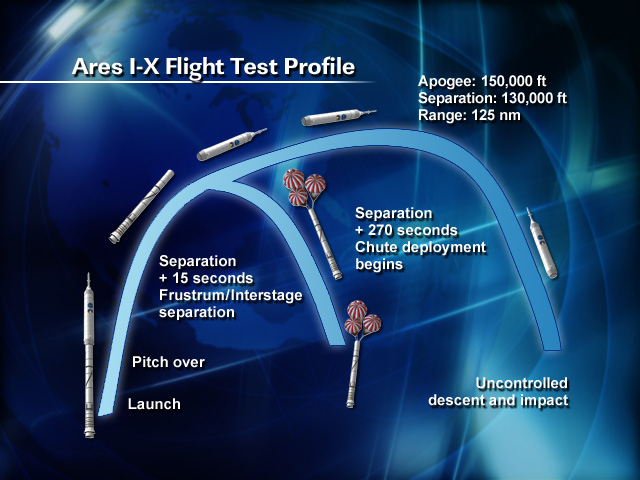
Afbeelding van de vlucht
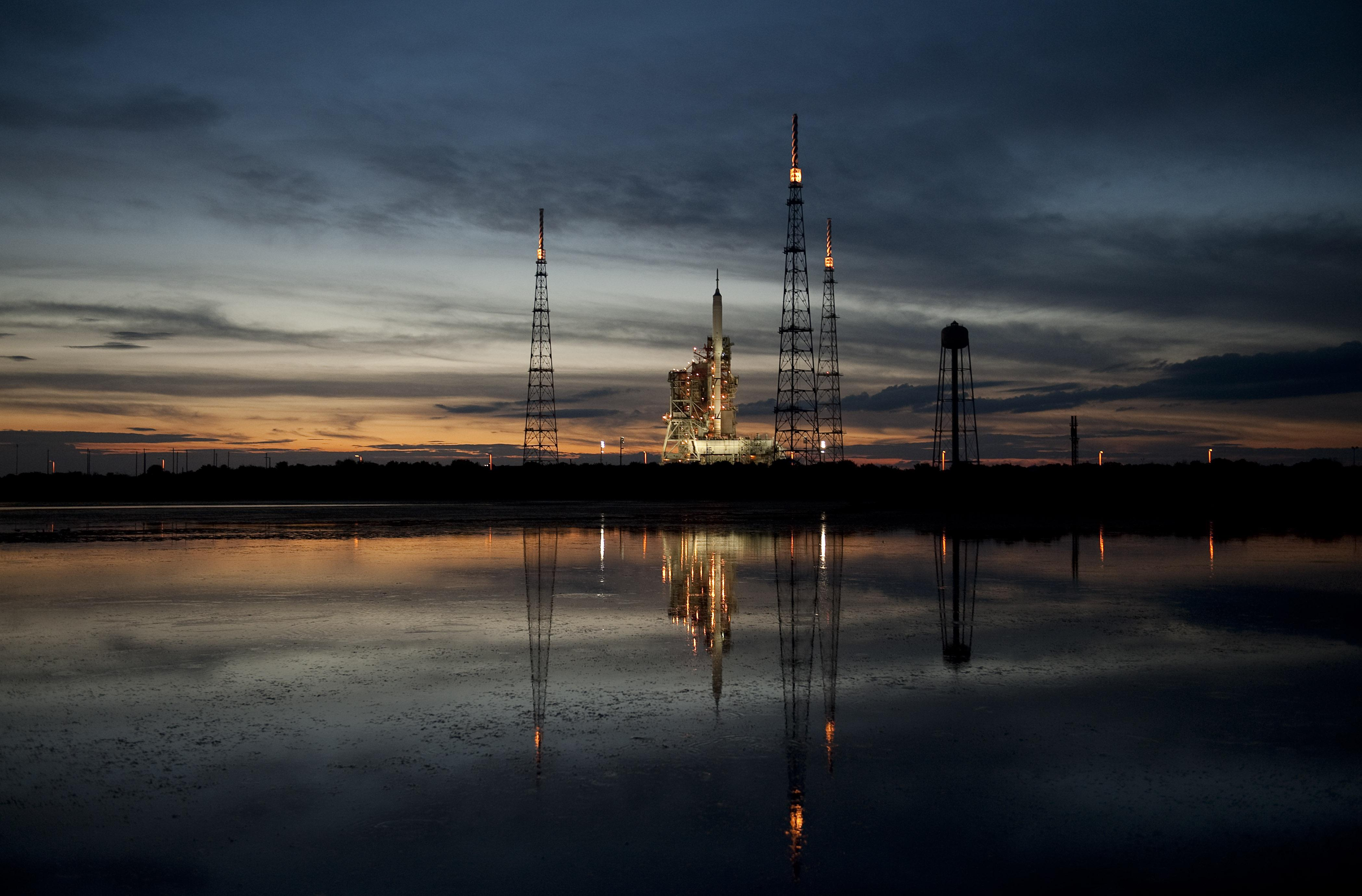
Ares I-X op het lanceerplatform
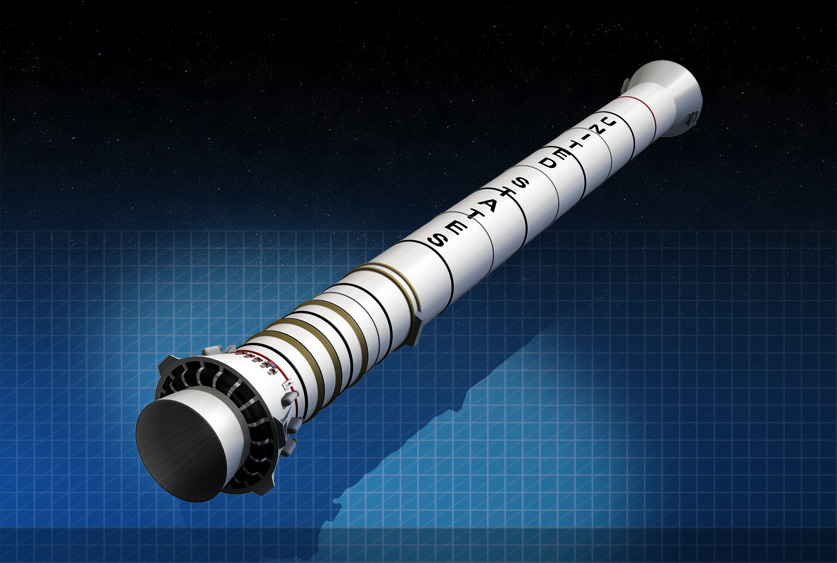
De eerste trap
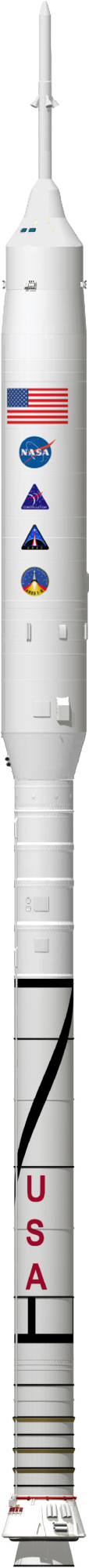
Ares I-X